# Dmitrij Berestov
Dmitrij Vladimirovitj Berestov (ryska: Дми́трий Влади́мирович Бе́рестов), född 13 juni 1980 i Moskva, Ryska SFSR, Sovjetunionen (nuvarande Ryssland), är en rysk tyngdlyftare.
Han tog OS-guld i samband med de olympiska tyngdlyftningstävlingarna 2004 i Aten.